# Agostino Roscelli
(Giovanni Paolo II, omelia durante la canonizzazione di 5 beati, 10 giugno 2001)
Agostino Roscelli (Bargone di Casarza Ligure, 27 luglio 1818 – Genova, 7 maggio 1902) è stato un presbitero italiano, canonizzato da papa Giovanni Paolo II il 10 giugno 2001. La sua memoria liturgica si celebra il 7 maggio.

## Biografia
Nacque a Bargone di Casarza Ligure il 27 luglio 1818 da Domenico e Maria Gianelli, fu battezzato lo stesso giorno perché si temeva per la sua vita. La sua famiglia era povera di mezzi materiali ma ricca di fede e di virtù cristiane. Intelligente, sensibile, piuttosto riservato, Agostino si rese presto utile alla famiglia nella custodia del gregge paterno.
Ordinato sacerdote il 19 settembre 1846 dal cardinale Placido Maria Tadini, fu assegnato inizialmente alla parrocchia di San Martino d'Albaro, a Genova, e dal 1858 cominciò a collaborare con l'Opera degli Artigianelli.
Dal 1872 si occupò dei detenuti del carcere di Sant'Andrea e due anni dopo, nel 1874, diventò cappellano del brefotrofio provinciale del capoluogo ligure. Nel 1876 concepì l'idea di fondare una nuova congregazione e chiese un parere a Papa Pio IX, che gli rispose Deus benedicat te et opera tua bona (in italiano "Dio benedica te e la tua buona opera"): il 15 ottobre dello stesso anno fondò l'Istituto delle Suore dell'Immacolata Concezione. Morì a Genova il 7 maggio 1902 all'età di 83 anni. È sepolto nella chiesa di Santa Maria del Prato, nel quartiere di Albaro, annessa alla sede generalizia delle "immacolatine".
Agostino Roscelli fu proclamato beato nel 1995 da Giovanni Paolo II e lo stesso pontefice lo canonizzò il 10 giugno 2001, Solennità della Santissima Trinità.

## Galleria d'immagini

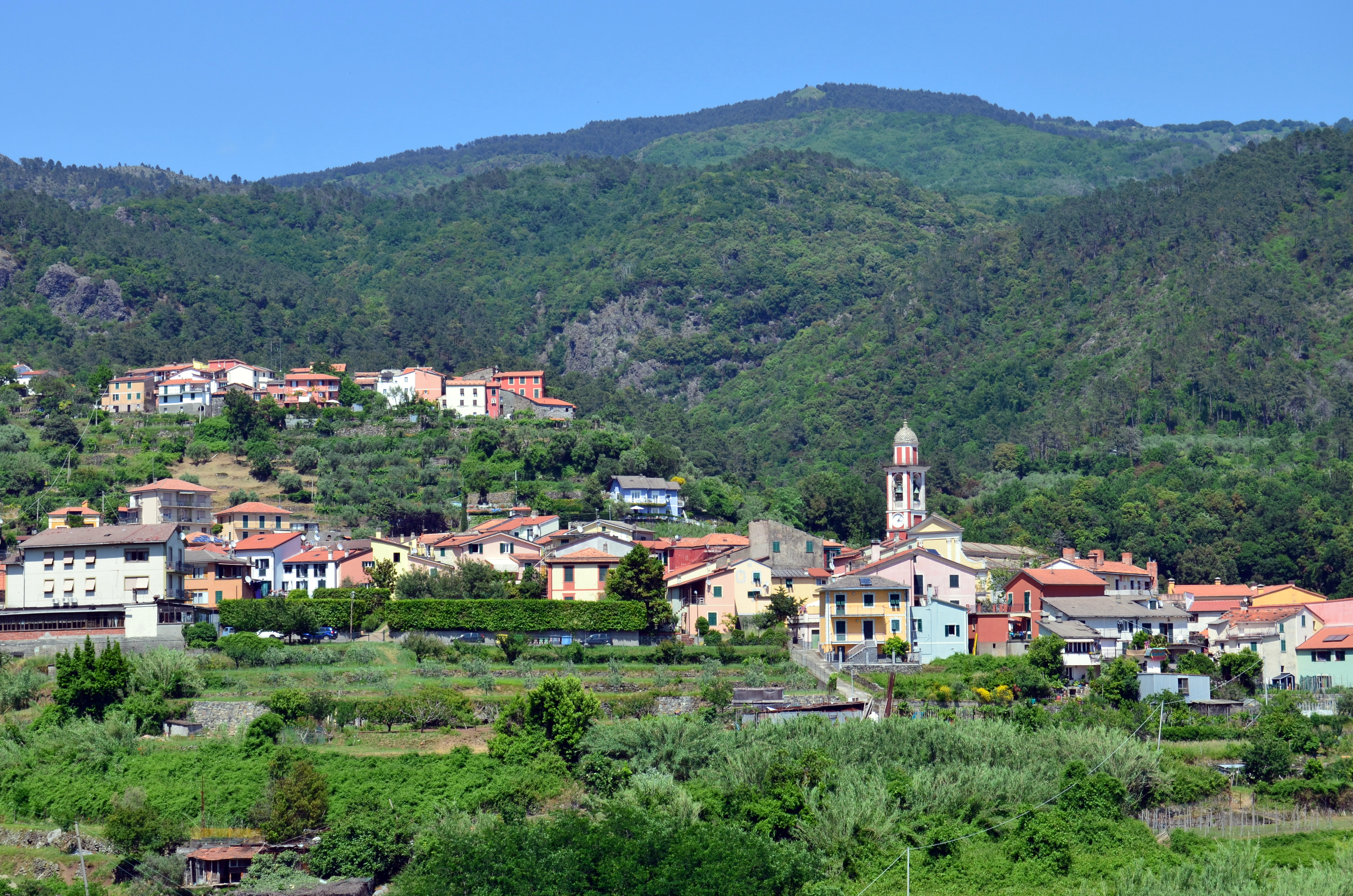
Panorama di Bargone
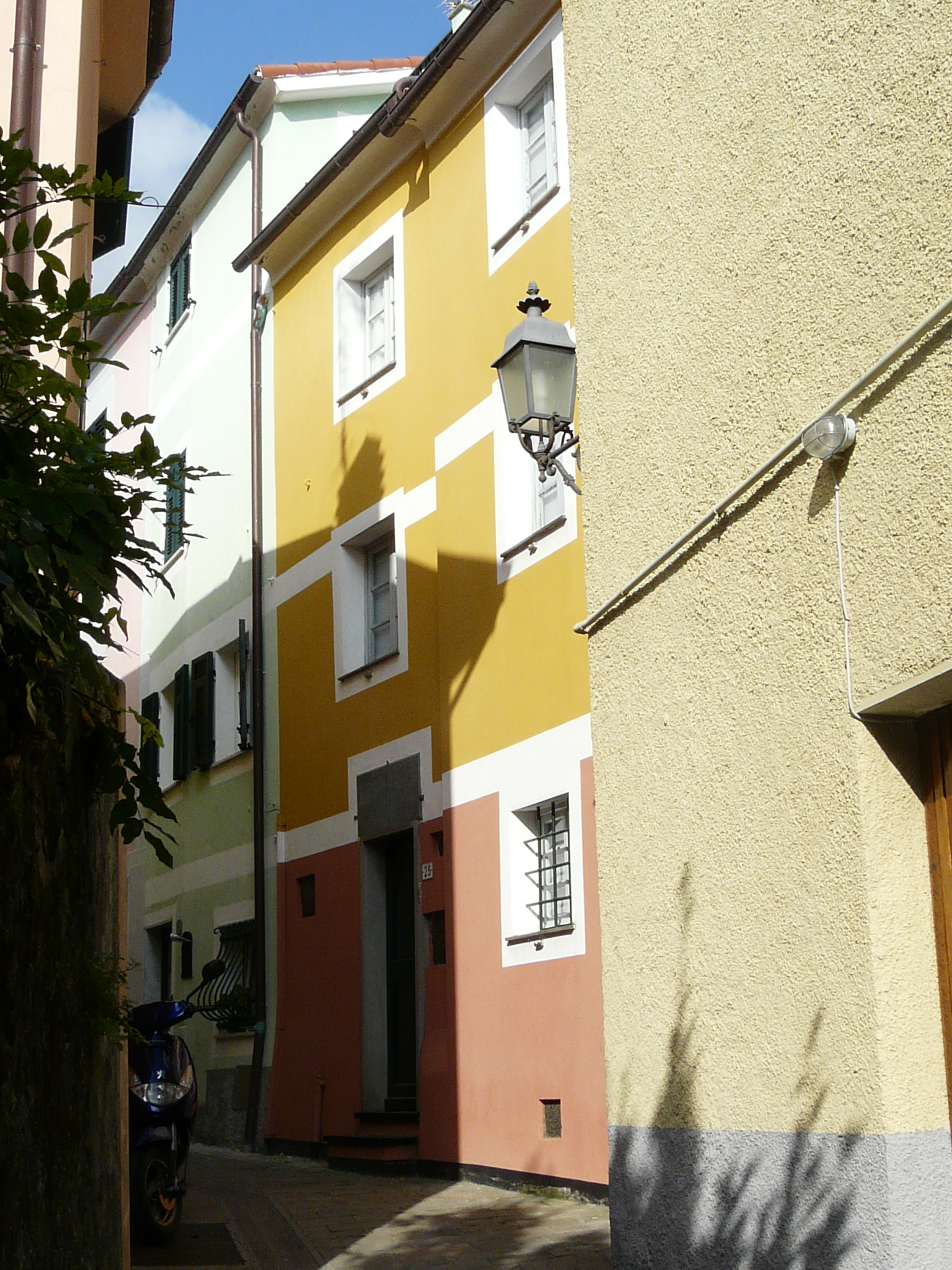
Casa natale di sant'Agostino Roscelli
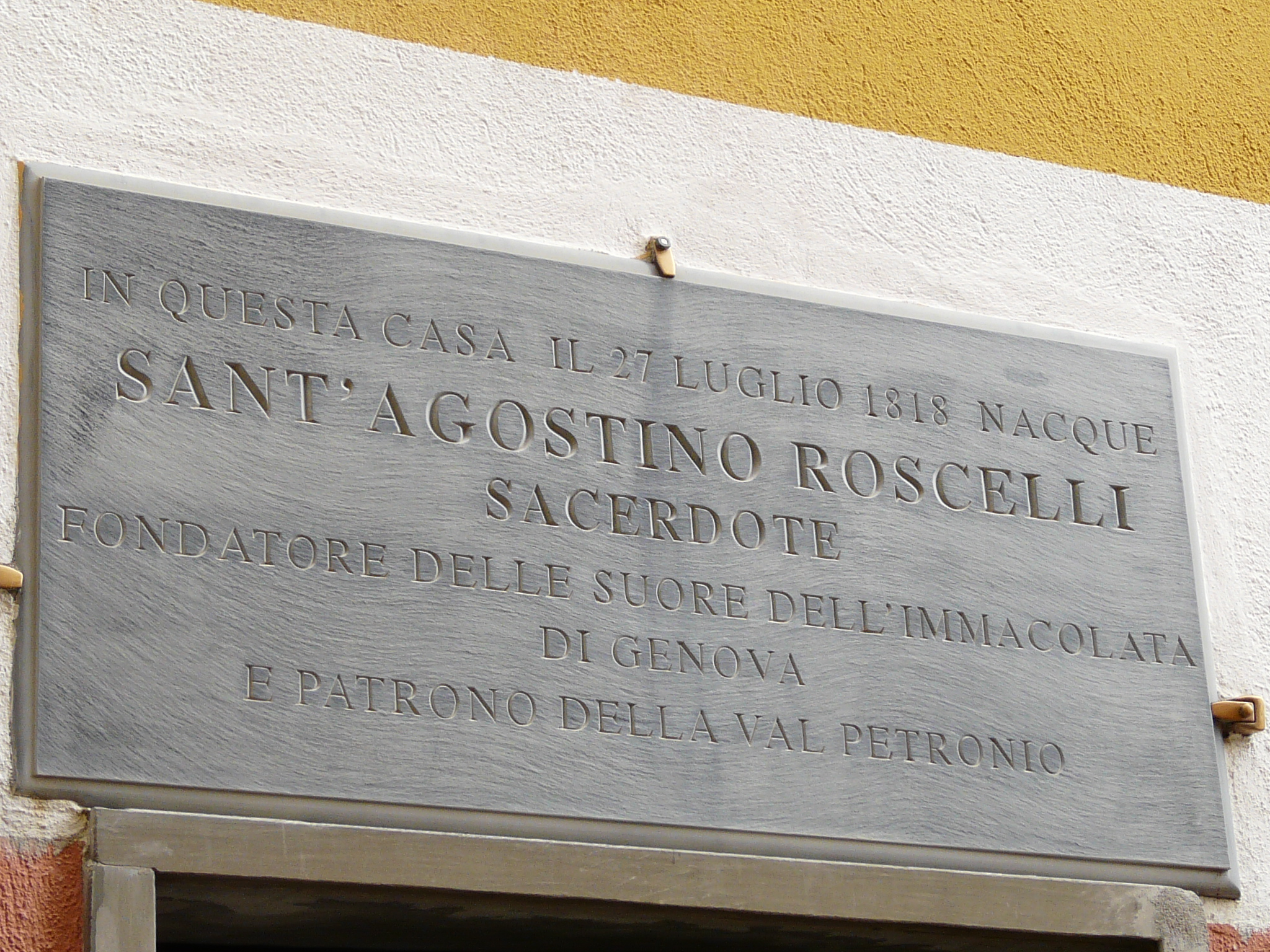
Targa memoriale presso la casa natale
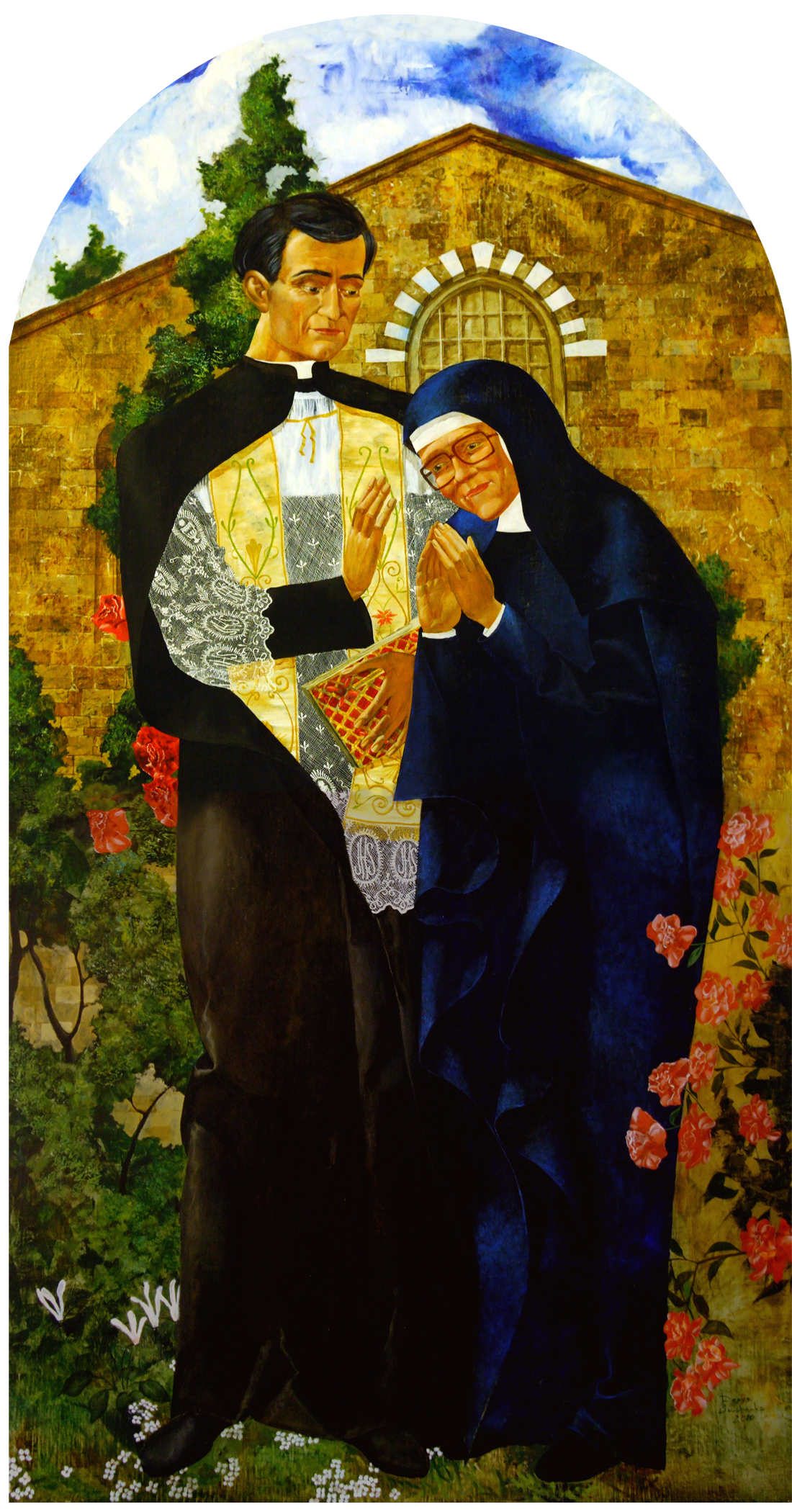
Agostino Roscelli. Dipinto dall'artista Denys Savchenko. Chiesa dei Santi Pietro e Teresa del Bambin Gesù